# Alain (rose)
Pour les articles homonymes, voir Alain.
‘Alain’ est un cultivar de rosier floribunda obtenu en 1946 par Francis Meilland, introduit en 1948 et nommé en l'honneur du fils de ce dernier. Cette rose obtient cette même année la médaille d'or de Genève.

## Description
Le buisson a un port érigé pouvant atteindre 80 cm (parfois plus d'un mètre) et 60 cm de largeur avec un feuillage vert foncé. Le fleurs semi-doubles en coupe légèrement aplatie arborent un beau rouge brillant. Bien ouvertes et d'un diamètre de 12 à 16 cm, elles laissent voir des étamines d'un jaune vif et fleurissent en bouquets de vingt à trente fleurs peu parfumées. Ce cultivar est bien résistant au froid hivernal (zone de rusticité 5).
‘Alain’ est issu d'un croisement de (‘Guinée’ et ‘Wilhelm’) x ‘Orange Triumph’. Il existe en rosier grimpant, ‘Alain Climbing’, introduit par Delforge en Belgique en 1957, mais moins remontant.

## Distinctions
- Plus belle rose de France, Lyon 1946
- Médaille d'or de Genève, 1948